# Бара (хутор)
Бара — хутор в Галанчожском районе Чеченской Республики. Входит в Моцкаройское сельское поселение.

## География
Село расположено на границе с Ачхой-Мартановским районом, на берегу реки Бара, к северо-западу от районного центра Итум-Кали. Ближайшие населённые пункты: на юго-востоке — сёла Верхний Бара, Гухой и развалины села Чохой, на юго-западе — хутор Отты и покинутый аул Никарой.